# Nekrolog 4. Quartal 1940
Nekrolog
◄◄
| ◄
| 1936
| 1937
| 1938
| 1939
| 1940 | 1941 | 1942 | 1943 | 1944 | ► | ►►
1. Quartal |
2. Quartal |
3. Quartal |
4. Quartal 1940
Weitere Ereignisse | Allgemeiner Nekrolog 1940
Die Beschreibung der verstorbenen Person sollte so kurz wie möglich gehalten sein und nur deren signifikante Tätigkeit(en) enthalten.
Neue Namen ggf. auch unter dem Geburts- und Sterbedatum, also etwa unter 1. Januar und im Geburts- und Sterbejahr (2024) eintragen (nur bei entsprechender großer Wichtigkeit). Für Beispiele siehe die schon vorhandenen Artikel.
Außerdem über die fünf zuletzt Verstorbenen, zu denen es einen ausreichend guten Artikel für eine Präsentation auf der Hauptseite gibt, nach der todesbedingten Überarbeitung der Artikel ggf. auch unter Wikipedia Diskussion:Hauptseite informieren und sie am besten auch in den anderen Wikipedia-Sprachversionen eintragen. Tipp: Regelmäßig bei news.google.de nach „ist tot“, „gestorben“ oder „verstorben“ suchen.
Wenn eine Person gestorben ist, gibt es viele Seiten zu dieser Person in der Wikipedia, die davon auch betroffen sind und entsprechend aktualisiert werden müssen. Beispiele: Namenübersichtsseite, Geburtsjahr, Geburtsort-Seiten und viele mehr.
Wie finde ich die betroffenen Seiten?
Im Suchfeld auf der linken Seite gibt man den Suchbegriff so ein: „Vorname Nachname“. Dann klickt man auf Volltext und alle Seiten mit entsprechendem Suchtext werden aufgerufen. Hier sieht man dann schnell, wo auch das Todesjahr Sinn macht oder sogar ein Teil des Artikels angepasst werden muss. Auch hilft das „Werkzeug“ auf der linken Seite sehr gut, um solche Seiten aufzufinden: „Links auf diese Seite“. Somit ist die Wikipedia wieder aktuell in allen Bereichen! Hinweis: bei Eintragung der Kategorie „Gestorben JAHR“ wird der Missbrauchsfilter 49 ausgelöst, was jedoch nicht schlimm ist. Siehe: Spezial:Missbrauchsfilter/49
Dies ist eine Liste von im vierten Quartal 1940 verstorbenen bekannten Persönlichkeiten. Die Einträge erfolgen innerhalb der einzelnen Daten alphabetisch sortiert. Tiere sind im Nekrolog für Tiere zu finden.

## Oktober
| Tag         | Name                                | Beruf, bekannt als                                                                              | Alter | Beleg |
| ----------- | ----------------------------------- | ----------------------------------------------------------------------------------------------- | ----- | ----- |
| 1. Oktober  | Nadeschda Wassiljewna Plewizkaja    | russische Volksliedsängerin und Mezzosopranistin                                                | 56    |       |
| 1. Oktober  | Siegmund Stiefel                    | deutscher Architekt und Opfer des Nationalsozialismus                                           | 61    |       |
| 2. Oktober  | Johan Anker                         | norwegischer Olympiasieger Segeln, Bootskonstrukteur                                            | 69    |       |
| 2. Oktober  | John Maxwell                        | britischer Filmunternehmer                                                                      |       |       |
| 2. Oktober  | Luisa Tetrazzini                    | italienische Koloratur-Sopranistin                                                              | 69    |       |
| 3. Oktober  | Max Enderlin                        | deutscher Pädagoge                                                                              | 68    |       |
| 3. Oktober  | Max Meyerfeld                       | deutscher Journalist und Übersetzer                                                             | 65    |       |
| 4. Oktober  | Max Adler                           | deutscher Politiker (DNVP), Mitglied der Sächsischen Volkskammer                                | 73    |       |
| 4. Oktober  | André Deed                          | französischer Schauspieler                                                                      | 61    |       |
| 5. Oktober  | Max Ferner                          | deutscher Theaterschauspieler, Schriftsteller und Drehbuchautor                                 | 59    |       |
| 5. Oktober  | Carl Iban                           | deutscher Schauspieler                                                                          | 65    |       |
| 5. Oktober  | Camilla Jellinek                    | österreichische Frauenrechtlerin                                                                | 80    |       |
| 5. Oktober  | Peter Klöckner                      | deutscher Industrieller                                                                         | 76    |       |
| 5. Oktober  | Lincoln Loy McCandless              | US-amerikanischer Politiker                                                                     | 81    |       |
| 5. Oktober  | Silvestre Revueltas                 | mexikanischer Komponist                                                                         | 40    |       |
| 6. Oktober  | Ernst Elster                        | deutscher Schriftsteller und Germanist                                                          | 80    |       |
| 6. Oktober  | Henry Horner                        | US-amerikanischer Politiker. Gouverneur von Illinois (1933–1940)                                | 60    |       |
| 7. Oktober  | Camille Barrère                     | französischer Diplomat                                                                          | 88    |       |
| 7. Oktober  | Robert von Ostertag                 | deutscher Veterinär                                                                             | 76    |       |
| 7. Oktober  | Tim Rose-Richards                   | britischer Automobilrennfahrer und Marineflieger                                                | 38    |       |
| 7. Oktober  | Louis Sanne                         | Abgeordneter der Hamburgischen Bürgerschaft und Publizist                                       | 65    |       |
| 8. Oktober  | Robert Emden                        | Schweizer Physiker und Astrophysiker                                                            | 78    |       |
| 8. Oktober  | Josef František                     | tschechoslowakischer Pilot                                                                      | 26    |       |
| 8. Oktober  | Henry Head                          | englischer Neurologe                                                                            | 79    |       |
| 8. Oktober  | Hermann Klose                       | deutscher Organist und Musikdirektor                                                            | 82    |       |
| 8. Oktober  | Rudolf Möllerson                    | estnischer Diplomat                                                                             | 48    |       |
| 8. Oktober  | Walter Rusk                         | britischer Motorradrennfahrer                                                                   |       |       |
| 9. Oktober  | Wilfred Grenfell                    | englischer Arzt und Missionar, begründete auf Neufundland und Labrador das Gesundheitswesen     | 75    |       |
| 9. Oktober  | Angelo Jank                         | deutscher Maler                                                                                 | 71    |       |
| 9. Oktober  | Katherine Mayo                      | US-amerikanische Schriftstellerin                                                               | 73    |       |
| 10. Oktober | Berton Churchill                    | kanadischer Schauspieler                                                                        | 63    |       |
| 10. Oktober | Alwin Engelhardt                    | deutscher Scharfrichter                                                                         | 65    |       |
| 10. Oktober | Ernst Frickhinger                   | Pharmazierat und Vorgeschichtsforscher                                                          | 64    |       |
| 10. Oktober | Joseph Ruf                          | religiös motivierter Kriegsdienstverweigerer                                                    | 34    |       |
| 10. Oktober | Karl von Schoch                     | bayerischer Offizier, Generalleutnant im Ersten Weltkrieg, Politiker (DVP), MdR                 | 77    |       |
| 11. Oktober | Arnold von Biegeleben               | deutscher Offizier, zuletzt Generalleutnant im Zweiten Weltkrieg                                | 57    |       |
| 11. Oktober | Walter Cecil Crawley                | englischer Tennisspieler                                                                        | 60    |       |
| 11. Oktober | John Devey                          | englischer Fußballspieler                                                                       | 73    |       |
| 11. Oktober | Charles Ogle                        | US-amerikanischer Schauspieler                                                                  | 75    |       |
| 11. Oktober | Taneda Santōka                      | japanischer Haikuist                                                                            | 57    |       |
| 11. Oktober | Adolf von Trotha                    | deutscher Marineoffizier, zuletzt Admiral                                                       | 72    |       |
| 11. Oktober | Vito Volterra                       | italienischer Mathematiker und Physiker                                                         | 80    |       |
| 12. Oktober | William W. Cohen                    | US-amerikanischer Politiker                                                                     | 66    |       |
| 12. Oktober | William H. Dieterich                | US-amerikanischer Politiker                                                                     | 64    |       |
| 12. Oktober | Luis Fontés                         | englischer Automobilrennfahrer und Flieger                                                      | 27    |       |
| 12. Oktober | Carl Göbel                          | deutscher Architekt                                                                             | 83    |       |
| 12. Oktober | Ruth Harriet Louise                 | US-amerikanische Fotografin                                                                     | 37    |       |
| 12. Oktober | Carlo Margottini                    | italienischer Marineoffizier                                                                    | 41    |       |
| 12. Oktober | Tom Mix                             | US-amerikanischer Filmschauspieler, Regisseur und Produzent                                     | 60    |       |
| 13. Oktober | Adele Beerensson                    | britisch-deutsche Verbandspolitikerin der Sozialarbeit                                          | 61    |       |
| 13. Oktober | Alberto De Marinis                  | italienischer Brigadegeneral, Militärattaché, Senator und Staatsminister                        | 71    |       |
| 13. Oktober | Anna Honzáková                      | tschechische Ärztin                                                                             | 64    |       |
| 13. Oktober | Friedrich Wilhelm Nohe              | deutscher Fußballfunktionär und Vorsitzender des Deutschen Fußball-Bundes (1904–1905)           | 76    |       |
| 14. Oktober | Rolf Hey                            | deutscher Rechtsmediziner und Hochschullehrer                                                   | 47    |       |
| 14. Oktober | Diana Karenne                       | kosmopolitische Schauspielerin, Filmregisseurin und Filmproduzentin                             |       |       |
| 14. Oktober | Heinrich Gustav Johannes Kayser     | deutscher Physiker                                                                              | 87    |       |
| 14. Oktober | Helen de Guerry Simpson             | australische Schriftstellerin; Politikerin der britischen Liberal Party                         | 42    |       |
| 15. Oktober | Alexander Iwanowitsch Beresowski    | russischer General                                                                              | 72    |       |
| 15. Oktober | Josef Bilkovsky                     | österreichischer Politiker (SDAP), Landtagsabgeordneter                                         | 68    |       |
| 15. Oktober | Lluís Companys                      | katalanischer Politiker und Vorsitzender der Esquerra Republicana de Catalunya                  | 58    |       |
| 15. Oktober | Karl Andreas Hofmann                | deutscher Chemiker                                                                              | 70    |       |
| 15. Oktober | Hans Luber                          | deutscher Wasserspringer                                                                        | 48    |       |
| 16. Oktober | Martin Breslauer                    | deutscher Buchantiquar                                                                          | 68    |       |
| 16. Oktober | George Sebastian Silzer             | US-amerikanischer Politiker                                                                     | 70    |       |
| 16. Oktober | Boris Spiridonowitsch Stomonjakow   | sowjetischer Diplomat bulgarischer Herkunft                                                     | 58    |       |
| 17. Oktober | Franz Joseph Dölger                 | katholischer Theologe, Kirchenhistoriker, Religionswissenschaftler und Christlicher Archäologe  | 60    |       |
| 18. Oktober | Saint-Pol-Roux                      | französischer Schriftsteller                                                                    | 79    |       |
| 18. Oktober | Hans Vollenweider                   | Schweizer Straftäter                                                                            | 32    |       |
| 18. Oktober | Franz Wels                          | österreichischer Konstrukteur und Flugpionier                                                   | 67    |       |
| 19. Oktober | Erich Bethe                         | deutscher klassischer Philologe                                                                 | 77    |       |
| 19. Oktober | Umberto Caligaris                   | italienischer Fußballspieler und -trainer                                                       | 39    |       |
| 19. Oktober | Emilio Comici                       | italienischer Alpinist und Höhlenforscher                                                       | 39    |       |
| 19. Oktober | Carl Grossberg                      | deutscher Maler                                                                                 | 46    |       |
| 19. Oktober | Eli Kochański                       | polnischer Cellist und Musikpädagoge                                                            | 54    |       |
| 19. Oktober | Franz Xaver Münch                   | deutscher katholischer Geistlicher                                                              | 57    |       |
| 19. Oktober | Valentin Oeckler                    | deutscher Bildhauer                                                                             | 85    |       |
| 19. Oktober | Eugen von Quadt zu Wykradt und Isny | deutscher Politiker (NSDAP), MdR und bayerischer Wirtschaftsminister                            | 53    |       |
| 19. Oktober | Woldemar Tenge-Rietberg             | deutscher Verwaltungsjurist, Gutsbesitzer und Politiker                                         | 84    |       |
| 20. Oktober | Gunnar Asplund                      | schwedischer Architekt                                                                          | 55    |       |
| 20. Oktober | Emanuela Frank                      | deutsche Opernsängerin                                                                          | 69    |       |
| 20. Oktober | Wilhelm Frisch                      | deutscher Politiker                                                                             | 49    |       |
| 20. Oktober | Karl Kotzenberg                     | deutscher Kaufmann und Mäzen                                                                    | 74    |       |
| 20. Oktober | Franz Xaver Kießling                | österreichischer Heimatforscher, Geologe und Prähistoriker                                      | 81    |       |
| 20. Oktober | Josef Krzyminski                    | Mediziner und Politiker, MdR                                                                    | 82    |       |
| 20. Oktober | Hans Pringsheim                     | deutscher Chemiker                                                                              | 63    |       |
| 20. Oktober | Friedrich Spengler                  | deutscher Gewerkschafter und Politiker (SPD)                                                    | 71    |       |
| 20. Oktober | Wladyslaw Waghalter                 | polnischer Geiger und Pianist                                                                   | 55    |       |
| 21. Oktober | Costantino Borsini                  | italienischer Militär, Offizier der italienischen Marine                                        | 34    |       |
| 21. Oktober | William G. Conley                   | US-amerikanischer Politiker                                                                     | 74    |       |
| 21. Oktober | Bernhard Pfannstiehl                | deutscher Organist und Kirchenmusikdirektor                                                     | 78    |       |
| 21. Oktober | Philipp Schumacher                  | österreichischer Maler und Illustrator                                                          | 74    |       |
| 21. Oktober | Georg Schweitzer                    | deutscher Publizist, Journalist und Reiseschriftsteller                                         | 90    |       |
| 21. Oktober | Eduard Stettler                     | Schweizer Jurist und zweimaliger Vorsitzender des Esperanto-Weltbundes                          | 60    |       |
| 22. Oktober | Guy W. Bailey                       | US-amerikanischer Politiker, Anwalt und Präsident der University of Vermont                     | 64    |       |
| 22. Oktober | Johannes Heinrich Füller            | Landtagsabgeordneter Volksstaat Hessen                                                          | 70    |       |
| 22. Oktober | Eduard Wendebourg                   | deutscher Architekt                                                                             | 83    |       |
| 23. Oktober | Ignacio Antinori                    | US-amerikanischer Mafioso                                                                       | 55    |       |
| 23. Oktober | Max Askanazy                        | Schweizer Pathologe und Onkologe                                                                | 75    |       |
| 23. Oktober | George B. Cortelyou                 | US-amerikanischer Politiker, Handels-, Arbeits-, Post- und Finanzminister                       | 78    |       |
| 23. Oktober | Rudolf Kuppenheim                   | deutscher Arzt                                                                                  | 74    |       |
| 23. Oktober | Helene Nathan                       | deutsche Bibliothekarin, Bibliotheksleiterin                                                    | 55    |       |
| 24. Oktober | Josef Heinrich Grebing              | deutscher Kaufmann, Maler und NS-Opfer                                                          | 61    |       |
| 24. Oktober | Maurice Henrijean                   | belgischer Leichtathlet                                                                         | 37    |       |
| 24. Oktober | Victor Hollaender                   | deutscher Pianist, Dirigent und Komponist                                                       | 74    |       |
| 24. Oktober | Hans Kyser                          | deutscher Schriftsteller und Drehbuchautor                                                      | 58    |       |
| 24. Oktober | Gustav Specht                       | deutscher Arzt für Psychiatrie und Hochschullehrer                                              | 79    |       |
| 24. Oktober | Karl Urban                          | böhmisch-österreichischer Politiker, Landtags- und Reichsratsabgeordneter sowie Handelsminister | 85    |       |
| 24. Oktober | Pierre-Ernest Weiss                 | französischer Physiker                                                                          | 75    |       |
| 25. Oktober | Ernst Bansi                         | deutscher Kommunalbeamter, Oberbürgermeister von Quedlinburg                                    | 82    |       |
| 25. Oktober | Adolf Heinrich Bercht               | österreichischer Politiker                                                                      | 65    |       |
| 25. Oktober | Robert Hampe                        | deutscher Politiker (DNVP), MdR                                                                 | 61    |       |
| 25. Oktober | Otto Pick                           | böhmisch-tschechoslowakischer Schriftsteller und Übersetzer                                     | 53    |       |
| 26. Oktober | Olga Boznańska                      | polnische Malerin                                                                               | 75    |       |
| 26. Oktober | Julius Caldeen Gunter               | US-amerikanischer Jurist und Politiker                                                          | 81    |       |
| 26. Oktober | Erich Wasa Rodig                    | Oberbürgermeister der preußischen Stadt Wandsbek                                                | 71    |       |
| 26. Oktober | Julius Thomson                      | kanadischer Ruderer                                                                             | 58    |       |
| 27. Oktober | Fini Henriques                      | dänischer Komponist und Geiger                                                                  | 72    |       |
| 27. Oktober | Ernst Henseler                      | deutscher Maler und Zeichner                                                                    | 88    |       |
| 27. Oktober | Bernhard Rieke                      | deutscher Schiffszimmerer und Politiker (SPD)                                                   | 77    |       |
| 28. Oktober | Otto Eckert                         | nationalsozialistischer Theologe                                                                | 49    |       |
| 28. Oktober | Ludwig Erhard                       | deutsch-österreichischer Ingenieur und Museumsfachmann                                          | 77    |       |
| 29. Oktober | Gustaf Eisen                        | schwedischer Naturforscher                                                                      | 93    |       |
| 29. Oktober | Franz Honselmann                    | deutscher Verleger und Familienforscher                                                         | 90    |       |
| 29. Oktober | Fritz Preiß                         | österreichischer Politiker (SDAP), Landtagsabgeordneter                                         | 63    |       |
| 30. Oktober | Hans Kunke                          | österreichischer Versicherungsbeamter und Widerstandskämpfer gegen den Nationalsozialismus      | 33    |       |
| 30. Oktober | Gunnar Landtman                     | finnischer Ethnologe, Philosoph, Soziologe und Anthropologe                                     | 62    |       |
| 30. Oktober | Gottlieb Wagner                     | evangelisch-lutherischer Pfarrer und Heimatforscher                                             | 82    |       |
| 31. Oktober | Heinz Birthelmer                    | österreichischer Politiker (NSDAP)                                                              | 56    |       |
| 31. Oktober | John Renshaw Carson                 | US-amerikanischer Nachrichtentechniker                                                          | 54    |       |
| 31. Oktober | Kurt Huldschinsky                   | deutscher Arzt, Entdecker einer Behandlungsmöglichkeit von Rachitis                             | 56    |       |
| 31. Oktober | Peter Klimek                        | deutsch-polnischer katholischer Geistlicher und NS-Opfer                                        | 58    |       |
| 31. Oktober | Richard Nepalleck                   | österreichischer Psychiater                                                                     | 76    |       |
| 31. Oktober | Sigmund Seeligmann                  | deutsch-niederländischer Gelehrter des Judentums                                                | 67    |       |

## November
| Tag          | Name                                      | Beruf, bekannt als                                                                                        | Alter | Beleg |
| ------------ | ----------------------------------------- | --- | ----- | ----- |
| 1. November  | Heinrich Hildebrand                       | deutscher Rechtsmediziner und Hochschullehrer                                                             | 74    |       |
| 1. November  | Josef Kaiser                              | badischer Unternehmer und Industrieller                                                                   | 66    |       |
| 1. November  | Guy Menzies                               | australischer Pilot                                                                                       | 31    |       |
| 1. November  | Nikolaus Reinhart                         | Jurist und Polizeidirektor                                                                                | 72    |       |
| 1. November  | Benno Rüttenauer                          | deutscher Lehrer, Schriftsteller und Übersetzer                                                           | 85    |       |
| 1. November  | Willi Schur                               | deutscher Schauspieler, Sänger und Regisseur                                                              | 52    |       |
| 2. November  | Big Nose Kate                             | US-amerikanische Prostituierte                                                                            | 90    |       |
| 2. November  | Adolf Wagner                              | österreichischer Botaniker                                                                                |       |       |
| 3. November  | Manuel Azaña                              | spanischer Politiker und spanischer Präsident während der Zweiten Republik                                | 60    |       |
| 3. November  | Alfred Hecker                             | deutscher Pflanzenbauwissenschaftler                                                                      | 71    |       |
| 3. November  | Lewis Hine                                | Zeichenlehrer, Sozialarbeiter und Fotograf                                                                | 66    |       |
| 3. November  | Michael Krasznay-Krausz                   | österreichischer Komponist, Vertreter der Operetten-Ära                                                   | 43    |       |
| 3. November  | Karl Schmaltz                             | deutscher evangelischer Theologe und Kirchenhistoriker                                                    | 73    |       |
| 3. November  | Hugo Westberg                             | schwedischer Möbeldesigner                                                                                | 66    |       |
| 4. November  | Hermann Altmann                           | jüdisch-deutscher Mediziner                                                                               | 67    |       |
| 4. November  | Harry Bernard                             | US-amerikanischer Schauspieler                                                                            | 62    |       |
| 4. November  | Karl Josef Gollrad                        | deutscher Kunstmaler                                                                                      | 74    |       |
| 4. November  | Josef Emanuel Hibsch                      | österreichischer Geologe                                                                                  | 88    |       |
| 4. November  | Georg Jüterbock                           | deutscher Pionier der Luftfahrt                                                                           | 48    |       |
| 4. November  | Felix Mach                                | deutscher Agrikulturchemiker                                                                              | 71    |       |
| 4. November  | George W. Rauch                           | US-amerikanischer Politiker                                                                               | 64    |       |
| 4. November  | Arthur Rostron                            | britischer Kapitän                                                                                        | 71    |       |
| 5. November  | Philipp Hamber                            | österreichischer Filmkaufmann, Filmverleiher, Filmtheater-Betreiber und Filmproduzent                     | 53    |       |
| 5. November  | Karl Schneider                            | deutscher Pazifist und Widerstandskämpfer gegen den Nationalsozialismus                                   | 71    |       |
| 5. November  | Benno Straucher                           | österreichisch-jüdischer Rechtsanwalt und Politiker                                                       | 86    |       |
| 6. November  | Ivar F. Andrésen                          | norwegischer Opernsänger                                                                                  | 44    |       |
| 6. November  | Fujikawa Yū                               | japanischer Mediziner und Medizinhistoriker                                                               | 75    |       |
| 6. November  | Hans Goldschmidt                          | deutscher Historiker                                                                                      | 61    |       |
| 7. November  | Johann Sehwers                            | baltischer Schachkomponist, Linguist und Lehrer                                                           | 72    |       |
| 7. November  | Julius Wahle                              | österreichisch-deutscher Literaturwissenschaftler und Herausgeber der Briefe Johann Wolfgang von Goethes  | 79    |       |
| 8. November  | Anne Siberdinus de Blécourt               | niederländischer Jurist und Rechtshistoriker                                                              | 67    |       |
| 8. November  | Alexander Dedekind                        | österreichischer Ägyptologe                                                                               | 84    |       |
| 8. November  | Cassius Freiherr von Montigny             | Kommandant der 5. SS-Totenkopfstandarte und Taktikausbilder auf der SS-Junkerschule Bad Tölz              | 50    |       |
| 8. November  | Leo Portnoff                              | ukrainischer Violinist, Komponist und Musikpädagoge                                                       | 65    |       |
| 8. November  | Adolf Raskin                              | deutscher Musikwissenschaftler, Journalist und Rundfunkpionier                                            | 39    |       |
| 8. November  | Arthur Vierendeel                         | belgischer Bauingenieur                                                                                   | 88    |       |
| 9. November  | Neville Chamberlain                       | britischer konservativer Politiker, Mitglied des House of Commons, Premierminister (1937–1940)            | 71    |       |
| 9. November  | Max Endres                                | deutscher Forstwissenschaftler                                                                            | 80    |       |
| 9. November  | Gunnar Tolnæs                             | norwegischer Schauspieler                                                                                 | 60    |       |
| 9. November  | Konstanty Wolny                           | Rechtsanwalt, Mitglied der Oberschlesischen Mischkommission, erster Marschall des Schlesischen Parlaments | 63    |       |
| 10. November | Henrik Moor                               | österreichischer Maler                                                                                    | 63    |       |
| 10. November | Key Pittman                               | US-amerikanischer Senator von Nevada                                                                      | 68    |       |
| 10. November | Michael Staksrud                          | norwegischer Eisschnellläufer                                                                             | 32    |       |
| 10. November | Beekman Winthrop                          | US-amerikanischer Politiker                                                                               | 66    |       |
| 11. November | Gustav Braun                              | deutscher Geograph                                                                                        | 59    |       |
| 11. November | Philipp Broemser                          | deutscher Physiologe und Hochschullehrer                                                                  | 54    |       |
| 11. November | Pierre Champon                            | französischer Generalleutnant                                                                             | 58    |       |
| 11. November | Hàn Mặc Tử                                | vietnamesischer Dichter                                                                                   | 28    |       |
| 11. November | Marta Lepp                                | estnische Schriftstellerin                                                                                | 56    |       |
| 11. November | František Soukup                          | tschechischer Politiker, Rechtsanwalt und Journalist                                                      | 69    |       |
| 11. November | Frank William Taussig                     | US-amerikanischer Ökonom                                                                                  | 80    |       |
| 11. November | Karel Frederik Wenckebach                 | Internist                                                                                                 | 76    |       |
| 12. November | Alejandro García Caturla                  | kubanischer Komponist                                                                                     | 34    |       |
| 12. November | Alexander Brownlie Docharty               | schottischer Landschaftsmaler                                                                             | 78    |       |
| 12. November | Ernst Graf                                | deutscher Klassischer Philologe und Gymnasiallehrer                                                       | 79    |       |
| 12. November | Arne Munch-Petersen                       | dänischer kommunistischer Politiker                                                                       | 36    |       |
| 12. November | Ben Thomson                               | schottischer Fußballspieler                                                                               | 27    |       |
| 13. November | Friedrich Heinrich Prinz von Preußen      | preußischer Offizier und Angehöriger des Hauses Hohenzollern                                              | 66    |       |
| 13. November | Franz Huber                               | österreichischer Landwirt und Politiker (CS), Landtagsabgeordneter                                        | 65    |       |
| 13. November | Léon Lecornu                              | französischer Ingenieur und Physiker                                                                      | 86    |       |
| 13. November | Johann Urban                              | österreichischer Chemiker und Industrieller                                                               | 77    |       |
| 14. November | Ernst Ewers                               | deutscher Marineoffizier                                                                                  | 67    |       |
| 14. November | Albert Kahn                               | französischer Bankier, Philanthrop, Sammler und Mäzen                                                     | 80    |       |
| 14. November | Charles F. X. O’Brien                     | US-amerikanischer Politiker                                                                               | 61    |       |
| 15. November | Georg Frommer                             | deutscher Rittergutsbesitzer und Politiker, MdR                                                           | 78    |       |
| 15. November | Johanna Mugrauer                          | österreichische Opernsängerin (Sopran)                                                                    | 71    |       |
| 15. November | Charles O’Connor                          | US-amerikanischer Politiker                                                                               | 62    |       |
| 16. November | Colin Gill                                | britischer Maler                                                                                          | 48    |       |
| 16. November | Heinz Reichert                            | österreichischer Librettist                                                                               | 62    |       |
| 16. November | Friedrich Weyrauch                        | deutscher Hygieniker und Hochschullehrer                                                                  | 43    |       |
| 17. November | Sylvia Ashton                             | US-amerikanische Schauspielerin der Stummfilmzeit                                                         | 60    |       |
| 17. November | Eric Gill                                 | britischer Bildhauer, Grafiker und Typograf                                                               | 58    |       |
| 17. November | Friedrich von Haack                       | deutscher Offizier, General der Infanterie der Reichswehr                                                 | 70    |       |
| 17. November | Raymond Pearl                             | US-amerikanischer Biologe und Genetiker                                                                   | 61    |       |
| 17. November | Robert von Peltzer                        | deutsch-estnischer Textilfabrikant, Mitbegründer des Weinheimer Senioren-Convents                         | 94    |       |
| 18. November | Hermann Aichele                           | deutscher Verwaltungsbeamter, Theoretiker und Praktiker der „Bekämpfung des Zigeunerunwesens“             | 59    |       |
| 18. November | Benjamin Auerbach                         | deutscher Arzt des Israelitischen Asyls für Kranke und Altersschwache in Köln                             | 85    |       |
| 18. November | Iwane Dschawachischwili                   | georgischer Historiker                                                                                    | 64    |       |
| 18. November | Ion Inculeț                               | rumänischer Naturwissenschaftler und Politiker                                                            | 56    |       |
| 18. November | Georg Jahn                                | deutscher Maler und Grafiker                                                                              | 71    |       |
| 18. November | Hermann Peters                            | deutscher Politiker (SPD), MdL                                                                            | 68    |       |
| 18. November | William E. Trautmann                      | Brauerei-Arbeiter, Gewerkschafter, Zeitungs-Redakteur, Autor, Redner                                      | 71    |       |
| 19. November | Gustav Adolf Dehlinger                    | deutscher Politiker (HBB, DVP), Landtagsabgeordneter Volksstaat Hessen                                    | 80    |       |
| 19. November | Bob Glendenning                           | englischer Fußballspieler und -trainer                                                                    | 52    |       |
| 19. November | Wladimir Alexejewitsch Piast              | sowjetischer Dichter, Übersetzer und Literaturkritiker                                                    | 54    |       |
| 19. November | Johannes Sassenbach                       | deutscher Gewerkschafter                                                                                  | 74    |       |
| 19. November | Noi Abramowitsch Trozki                   | russisch-sowjetischer Architekt                                                                           | 45    |       |
| 19. November | Charles W. Woodworth                      | US-amerikanischer Entomologe                                                                              | 75    |       |
| 20. November | Harriot Eaton Stanton Blatch              | amerikanische Suffragette und Publizistin                                                                 | 84    |       |
| 20. November | Friedrich Brandes                         | deutscher Dirigent                                                                                        | 76    |       |
| 20. November | Tim Coleman                               | englischer Fußballspieler und -trainer                                                                    | 59    |       |
| 20. November | Carl Hagemann                             | deutscher Chemiker, Industriemanager, Kunstsammler und Mäzen                                              | 73    |       |
| 20. November | Georg Horstmann                           | preußischer Verwaltungsjurist und Landrat                                                                 | 46    |       |
| 20. November | Adolf Kistner                             | badischer Kulturhistoriker, der sich besonders der Technikgeschichte gewidmet hat                         | 62    |       |
| 21. November | Rudolf Hittmair                           | österreichischer Anglist                                                                                  | 51    |       |
| 21. November | James McLachlan                           | US-amerikanischer Politiker                                                                               | 88    |       |
| 21. November | Martin Tuszkay                            | ungarischer Plakatkünstler und Gebrauchsgrafiker                                                          | 56    |       |
| 22. November | Otto Gmelin                               | deutscher Schriftsteller                                                                                  | 54    |       |
| 22. November | Maud Humphrey                             | US-amerikanische Zeichnerin                                                                               | 72/75 |       |
| 22. November | Karl Jedek                                | österreichischer Politiker (CSP), Landtagsabgeordneter                                                    | 87    |       |
| 22. November | Mato Kosyk                                | sorbischer Dichter                                                                                        | 87    |       |
| 22. November | George Marston                            | britischer Maler und Grafiker                                                                             | 58    |       |
| 23. November | Ernest Amory Codman                       | US-amerikanischer Mediziner                                                                               | 70    |       |
| 24. November | James Craig, 1. Viscount Craigavon        | erster nordirischer Premierminister                                                                       | 69    |       |
| 24. November | Frank H. Funk                             | US-amerikanischer Politiker                                                                               | 71    |       |
| 24. November | Hermann Kätelhön                          | deutscher Maler, Zeichner und Komponist                                                                   | 56    |       |
| 24. November | Adolf Kraemer                             | deutscher Heimatforscher, Autor und Künstler                                                              | 53    |       |
| 24. November | Janne Lundblad                            | Dressurreiter                                                                                             | 63    |       |
| 24. November | Gustav Neckel                             | deutscher Altgermanist und Skandinavist                                                                   | 62    |       |
| 24. November | Max Rothstein                             | deutscher Klassischer Philologe                                                                           | 81    |       |
| 24. November | Saionji Kimmochi                          | 12. und 14. Premierminister von Japan                                                                     | 90    |       |
| 25. November | Erwin Rieger                              | österreichischer Schriftsteller und Übersetzer                                                            | 51    |       |
| 26. November | Alice Guszalewicz                         | ungarische Opernsängerin (Sopran)                                                                         | 74    |       |
| 26. November | Harold Harmsworth, 1. Viscount Rothermere | britischer Zeitungsmagnat                                                                                 | 72    |       |
| 26. November | Heinrich Nauen                            | deutscher Maler des Expressionismus                                                                       | 60    |       |
| 26. November | Ernst Penner                              | deutscher Politiker (NSDAP), MdR, MdL                                                                     | 57    |       |
| 26. November | Karl Georg Schmidt                        | deutscher Politiker (NSDAP), MdR                                                                          | 36    |       |
| 27. November | Henri Guillaumet                          | französischer Pilot                                                                                       | 38    |       |
| 27. November | Nicolae Iorga                             | rumänischer Historiker, Schriftsteller und Politiker                                                      | 69    |       |
| 27. November | Louis Letsch                              | österreichischer Maler                                                                                    | 84    |       |
| 27. November | Gottlieb Meyer                            | Schweizer Druckereiunternehmer und Verleger                                                               | 85    |       |
| 27. November | Leo Rendulic                              | österreichischer Geotechniker                                                                             | 36    |       |
| 27. November | Hermann Voges                             | deutscher Historiker und Archivar                                                                         | 60    |       |
| 28. November | Max Engelhard                             | deutscher Sportfunktionär und Unternehmer                                                                 | 62    |       |
| 28. November | Gustav Feidler                            | deutscher Schauspieler                                                                                    | 54    |       |
| 28. November | Edmund Hamber                             | österreichischer Filmkaufmann und -produzent                                                              | 47    |       |
| 28. November | Hans Huebenett                            | deutscher Politiker (NSDAP), MdR                                                                          | 44    |       |
| 28. November | Jesse Lauriston Livermore                 | US-amerikanischer Börsenmakler                                                                            | 63    |       |
| 28. November | James Hotchkiss Rogers                    | US-amerikanischer Organist und Komponist                                                                  | 83    |       |
| 28. November | Harald Sandberg                           | schwedischer Segler                                                                                       | 57    |       |
| 28. November | Helmut Wick                               | deutscher Offizier, sowie Jagdflieger im Zweiten Weltkrieg                                                | 25    |       |
| 29. November | Hans Bernhardt                            | deutscher Bahnradsportler                                                                                 | 34    |       |
| 29. November | Howard McPhee                             | kanadischer Leichtathlet                                                                                  | 26    |       |
| 30. November | Julius Goldschläger                       | österreichischer Architekt                                                                                | 68    |       |
| 30. November | Max Granzin                               | deutscher Politiker                                                                                       |       |       |
| 30. November | Franz Hundeshagen                         | deutscher Chemiker                                                                                        | 83    |       |
| 30. November | Hugo Martiny von Malastów                 | österreichischer Offizier                                                                                 | 80    |       |
| 30. November | George B. McClellan junior                | US-amerikanischer Politiker                                                                               | 75    |       |
| 30. November | Fritz Volbach                             | deutscher Dirigent, Komponist, Musikwissenschaftler und Hochschullehrer                                   | 78    |       |
|              | Ioan Bengliu                              | rumänischer Generalleutnant                                                                               | 59    |       |
|              | Zeng Jiongzhi                             | chinesischer Mathematiker                                                                                 | 42    |       |

## Dezember
| Tag          | Name                                       | Beruf, bekannt als                                                                                 | Alter | Beleg |
| ------------ | ------------------------------------------ | -------------------------------------------------------------------------------------------------- | ----- | ----- |
| 1. Dezember  | Johann Viktor Bredt                        | deutscher Staatsrechtler und Politiker (WP), MdR                                                   | 61    |       |
| 1. Dezember  | Ottokar Fischer                            | österreichischer Zauberkünstler                                                                    | 67    |       |
| 1. Dezember  | Hermann Grothe                             | deutscher Postbeamter und Entwickler des genossenschaftlichen Bauwesens                            | 80    |       |
| 1. Dezember  | Charles Richman                            | US-amerikanischer Schauspieler                                                                     | 75    |       |
| 2. Dezember  | Nikolai Konstantinowitsch Kolzow           | russischer Biologe und Pionier der modernen Genetik                                                | 68    |       |
| 2. Dezember  | Nikolaus Warker                            | luxemburgischer Schriftsteller                                                                     | 79    |       |
| 3. Dezember  | Hans von Faber du Faur                     | deutscher Maler                                                                                    | 77    |       |
| 3. Dezember  | C. Henry Gordon                            | US-amerikanischer Schauspieler                                                                     | 57    |       |
| 3. Dezember  | Leokadia Alexandrowna Kaschperowa          | russische und sowjetische Pianistin, Komponistin und Musikpädagogin                                | 68    |       |
| 3. Dezember  | Wolff von Stutterheim                      | deutscher Offizier, zuletzt Generalmajor im Zweiten Weltkrieg                                      | 47    |       |
| 4. Dezember  | Bernd Hofmann                              | deutscher Drehbuchautor, Regisseur und Dramaturg                                                   | 36    |       |
| 4. Dezember  | Hans Prager                                | österreichischer Schriftsteller und Philosoph                                                      | 53    |       |
| 4. Dezember  | Alois Riegler                              | österreichischer Politiker (CS), Landtagsabgeordneter, Mitglied des Bundesrates                    | 79    |       |
| 5. Dezember  | Friedrich Wilhelm Banneitz                 | deutscher Ingenieur und Physiker                                                                   | 55    |       |
| 5. Dezember  | Glenn Griswold                             | US-amerikanischer Politiker                                                                        | 50    |       |
| 5. Dezember  | Jan Kubelík                                | tschechischer Violinist und Komponist                                                              | 60    |       |
| 5. Dezember  | Kaarel Parts                               | estnischer Jurist                                                                                  | 67    |       |
| 5. Dezember  | Sebald Rudolf Steinmetz                    | niederländischer Soziologe und Ethnologe                                                           | 77    |       |
| 6. Dezember  | Hermann Basedow                            | deutscher Politiker (DDP), MdHB                                                                    | 66    |       |
| 6. Dezember  | Charlie Dixon                              | US-amerikanischer Banjo-Spieler                                                                    | 41    |       |
| 6. Dezember  | Andreas Voigt                              | deutscher Wirtschafts- und Sozialwissenschaftler                                                   | 80    |       |
| 7. Dezember  | Arthur Ahnger                              | finnischer Segler                                                                                  | 54    |       |
| 7. Dezember  | Arthur Esche                               | deutscher Jurist, Hochschullehrer und Politiker (NLP), MdR                                         | 83    |       |
| 7. Dezember  | Mardocheos Frizis                          | griechischer Militär                                                                               | 47    |       |
| 7. Dezember  | August Isenbart                            | deutscher Reichsgerichtsrat                                                                        | 64    |       |
| 7. Dezember  | Dora Wheeler Keith                         | US-amerikanische Malerin und Illustratorin                                                         | 84    |       |
| 7. Dezember  | Wolfram von Knorr                          | deutscher Marineoffizier und Marineattaché                                                         | 60    |       |
| 7. Dezember  | Jack Lambert                               | englischer Fußballspieler                                                                          | 38    |       |
| 7. Dezember  | Eberhard von Mantey (Admiral)              | deutscher Vizeadmiral sowie Leiter des Marinearchivs                                               | 71    |       |
| 7. Dezember  | Alfred Zillmann                            | preußischer Generalleutnant                                                                        | 86    |       |
| 8. Dezember  | Alfred Neven DuMont                        | deutscher Verleger                                                                                 | 72    |       |
| 8. Dezember  | Louis Pinck                                | deutscher Volksliedforscher und -sammler                                                           | 67    |       |
| 8. Dezember  | Paul Schilder                              | österreichischer Psychiater, Psychoanalytiker und Publizist                                        | 54    |       |
| 8. Dezember  | Max Steinthal                              | deutscher Bankier                                                                                  | 89    |       |
| 9. Dezember  | David Guttman                              | schwedischer Marathonläufer                                                                        | 57    |       |
| 9. Dezember  | Gladwyn Kingsley Noble                     | US-amerikanischer Zoologe                                                                          | 46    |       |
| 10. Dezember | Samuel Y. Gordon                           | US-amerikanischer Politiker                                                                        | 79    |       |
| 10. Dezember | Thomas Francis Hickey                      | US-amerikanischer Geistlicher, Bischof von Rochester                                               | 79    |       |
| 10. Dezember | Louis Niemeyer                             | deutscher Rechtsanwalt und Richter, MdHB                                                           | 84    |       |
| 10. Dezember | Bruno Schröder                             | deutsch-britischer Bankier, Kunstsammler und Mäzen                                                 | 73    |       |
| 11. Dezember | Nathaniel B. Dial                          | US-amerikanischer Politiker (Demokratische Partei)                                                 | 78    |       |
| 11. Dezember | Fritz Erler                                | deutscher Maler, Graphiker und Bühnenbildner                                                       | 71    |       |
| 12. Dezember | Ernst Aufseeser                            | deutscher Künstler und Hochschullehrer                                                             | 60    |       |
| 12. Dezember | Anton Fooß                                 | Priester der Diözese Speyer, Militärpfarrer, im Ersten Weltkrieg Feldgeistlicher                   | 69    |       |
| 12. Dezember | Hedwig Hoffmann                            | deutsche Politikerin (DNVP), MdR                                                                   | 77    |       |
| 12. Dezember | Philip Kerr, 11. Marquess of Lothian       | britischer Politiker, Journalist und Diplomat                                                      | 58    |       |
| 12. Dezember | August Knabe                               | deutscher evangelischer Kirchenmusiklehrer, Komponist und Chorleiter                               | 93    |       |
| 12. Dezember | Hubert von Leoprechting                    | deutscher Separatist, Agent, Hochstapler und Publizist                                             | 43    |       |
| 12. Dezember | Walter von Saint Paul-Illaire              | deutscher Kolonialbeamter in Ostafrika                                                             | 80    |       |
| 12. Dezember | Wenzel Zrust                               | österreichischer Oberbereiter                                                                      |       |       |
| 13. Dezember | Richard Bär                                | Schweizer Physiker und Bankier                                                                     | 48    |       |
| 13. Dezember | Marc Camoletti                             | Schweizer Architekt                                                                                | 83    |       |
| 13. Dezember | Johannes Darsow                            | deutscher Bildhauer                                                                                | 63    |       |
| 13. Dezember | Wilfred Lucas                              | kanadisch-amerikanischer Schauspieler, Regisseur und Drehbuchautor                                 | 69    |       |
| 13. Dezember | Emil Reich                                 | österreichischer Literaturwissenschaftler und Publizist                                            | 76    |       |
| 14. Dezember | August Wilhelm Dieffenbacher               | deutscher Maler und Illustrator                                                                    | 82    |       |
| 14. Dezember | Matthias Duld                              | österreichischer Landwirt und Politiker (Landbund), MdL (Burgenland), Abgeordneter zum Nationalrat | 76    |       |
| 14. Dezember | Karl Kislinger                             | österreichischer Politiker (SDAP), Landtagsabgeordneter                                            | 55    |       |
| 14. Dezember | Anton Korošec                              | jugoslawischer Politiker und Premierminister des Königreichs der Serben, Kroaten und Slowenen      | 68    |       |
| 14. Dezember | Maria von Griechenland und Dänemark        | Großfürstin Maria Georgijewna Romanow                                                              | 64    |       |
| 14. Dezember | Anton Mell                                 | österreichischer Historiker                                                                        | 75    |       |
| 14. Dezember | Karl Ullmann                               | österreichischer Dermatologe                                                                       | 80    |       |
| 15. Dezember | Blanche Marchesi                           | französische Opernsängerin (Sopran) und Gesangspädagogin                                           | 77    |       |
| 15. Dezember | Eugene Elliott Reed                        | US-amerikanischer Politiker                                                                        | 74    |       |
| 15. Dezember | Clara Southern                             | australische Künstlerin                                                                            | 80    |       |
| 15. Dezember | Alfred Young                               | englischer Mathematiker                                                                            | 67    |       |
| 16. Dezember | Juan Carreño                               | mexikanischer Fußballspieler                                                                       | 31    |       |
| 16. Dezember | Eugène Dubois                              | niederländischer Anthropologe, Geologe und Militärarzt                                             | 82    |       |
| 16. Dezember | John Hagenbeck                             | deutscher Tierhändler, Plantagenbesitzer, Filmproduzent und Schriftsteller                         | 74    |       |
| 16. Dezember | Paul Scholz                                | österreichischer Maler sowie Graphiker                                                             | 81    |       |
| 17. Dezember | Eduard Dietz                               | deutscher Jurist und Politiker                                                                     | 74    |       |
| 17. Dezember | Charles McGavin                            | US-amerikanischer Politiker                                                                        | 66    |       |
| 17. Dezember | Alicia Boole Stott                         | britische Mathematikerin                                                                           | 80    |       |
| 17. Dezember | Emanuel Ypsilanti                          | griechischer Diplomat und Politiker                                                                | 63    |       |
| 18. Dezember | Gé Bohlander                               | niederländischer Wasserballspieler                                                                 | 78    |       |
| 18. Dezember | Georg Freundorfer                          | deutscher Zitherspieler und Komponist                                                              | 59    |       |
| 18. Dezember | Ernst Karbaum                              | römisch-katholischer Geistlicher und NS-Opfer                                                      | 49    |       |
| 18. Dezember | Max Kley                                   | deutscher Verwaltungsbeamter und Richter                                                           | 73    |       |
| 18. Dezember | Adolfo Lutz                                | brasilianischer Mediziner, Botaniker und Zoologe                                                   | 85    |       |
| 18. Dezember | José Rius                                  | spanischer Mathematiker                                                                            | 73    |       |
| 18. Dezember | Mawra Pawlowna Tscherskaja                 | russische Forschungsreisende                                                                       | 83    |       |
| 19. Dezember | Tomás Carrasquilla                         | kolumbianischer Schriftsteller                                                                     | 82    |       |
| 19. Dezember | Kyösti Kallio                              | finnischer Politiker, Mitglied des Reichstags, Ministerpräsident und Staatspräsident               | 67    |       |
| 19. Dezember | Tsubokawa Takemitsu                        | japanischer Skisportler                                                                            |       |       |
| 19. Dezember | Shen Xiling                                | chinesischer Filmregisseur und Drehbuchautor                                                       |       |       |
| 20. Dezember | Robert Daniel senior                       | US-amerikanischer Politiker und Bankier                                                            | 56    |       |
| 20. Dezember | Hans Kaufmann                              | Schweizer Politiker                                                                                | 69    |       |
| 20. Dezember | Elsa Köhler                                | Pädagogin                                                                                          | 61    |       |
| 20. Dezember | August Friedrich Seebacher                 | untersteirischer Maler und Grafiker                                                                | 53    |       |
| 21. Dezember | F. Scott Fitzgerald                        | US-amerikanischer Schriftsteller                                                                   | 44    |       |
| 21. Dezember | Georg Enoch Freiherr von und zu Guttenberg | Mitglied des Bayerischen Reichsrates                                                               | 47    |       |
| 21. Dezember | Hal Kemp                                   | US-amerikanischer Jazz-Saxophonist, Klarinettist und Bandleader                                    | 36    |       |
| 21. Dezember | Clelia Duel Mosher                         | US-amerikanische Ärztin und Sexualforscherin                                                       | 77    |       |
| 21. Dezember | Heywood Sumner                             | englischer Künstler, Kunsthandwerker, Buchillustrator und Amateurarchäologe                        | 87    |       |
| 22. Dezember | Carl Georg von Maassen                     | deutscher Literaturhistoriker, Bibliophiler und Gastrosoph                                         | 60    |       |
| 22. Dezember | Nathanael West                             | amerikanischer Schriftsteller                                                                      | 37    |       |
| 23. Dezember | Jacques Bonsergent                         | französischer Widerstandskämpfer                                                                   |       |       |
| 23. Dezember | Francis H. Dodds                           | US-amerikanischer Politiker                                                                        | 82    |       |
| 23. Dezember | Hans Eberhard                              | deutscher Richter, zuletzt Präsident des Oberlandesgerichts Rostock                                | 79    |       |
| 23. Dezember | Filipp Andrejewitsch Maljawin              | russischer Künstler                                                                                | 71    |       |
| 23. Dezember | Felix Nylund                               | finnischer Bildhauer                                                                               | 62    |       |
| 23. Dezember | Otto Rudolf Salvisberg                     | Schweizer Architekt                                                                                | 58    |       |
| 23. Dezember | Otto Silber                                | estnischer Fußballnationalspieler                                                                  | 47    |       |
| 23. Dezember | Kurt Vosberg                               | deutscher Politiker                                                                                |       |       |
| 24. Dezember | Alexander von Lersner                      | deutscher Architekt                                                                                | 84    |       |
| 24. Dezember | James Henry Smith                          | britischer Maschinenbauingenieur                                                                   | 69    |       |
| 24. Dezember | August Valentin                            | österreichischer Bildhauer                                                                         | 82    |       |
| 25. Dezember | Agnes Ayres                                | populäre US-amerikanische Schauspielerin der Stummfilmzeit                                         | 42    |       |
| 25. Dezember | Friedrich Koldewey                         | deutscher Gymnasiallehrer                                                                          | 74    |       |
| 25. Dezember | Ludwig Ramberg                             | schwedischer Chemiker und Hochschullehrer                                                          | 66    |       |
| 25. Dezember | Alfons von Streng                          | Schweizer Politiker (Katholisch-Konservative)                                                      | 88    |       |
| 25. Dezember | Friedrich von Zitzewitz                    | deutscher Verwaltungsbeamter                                                                       | 53    |       |
| 26. Dezember | Alois Berger                               | bayerischer Landwirt und Politiker (BV), MdL                                                       | 78    |       |
| 26. Dezember | Daniel Frohman                             | US-amerikanischer Theaterleiter und einer der ersten Filmproduzenten                               | 89    |       |
| 26. Dezember | Erich Haenel                               | deutscher Kunsthistoriker, Museologe und Hochschullehrer                                           | 65    |       |
| 27. Dezember | Arthur Sweeney                             | britischer Sprinter                                                                                | 31    |       |
| 28. Dezember | Karl Rehling                               | Person des österreichischen gewerblichen Genossenschaftswesens                                     |       |       |
| 28. Dezember | August Utta                                | deutscher Politiker (DSAP) und Abgeordneter der deutschen Minderheit im Sejm in Polen              | 54    |       |
| 28. Dezember | Rudolf Yelin der Ältere                    | deutscher Maler                                                                                    | 76    |       |
| 29. Dezember | Dow Hoz                                    | zionistischer Kämpfer und Flugpionier                                                              |       |       |
| 29. Dezember | Ernst Meyer-Lüerßen                        | deutscher Jurist, Politiker und Gesandter der Hansestadt Lübeck                                    | 70    |       |
| 29. Dezember | Anton Mormann                              | deutscher Bildhauer                                                                                | 89    |       |
| 29. Dezember | Hanna Pauli                                | schwedische Malerin                                                                                | 76    |       |
| 29. Dezember | John M. Sheets                             | US-amerikanischer Jurist und Politiker                                                             | 86    |       |
| 29. Dezember | Adolf Thomälen                             | deutscher Elektrotechniker                                                                         | 75    |       |
| 30. Dezember | Albert Andreae de Neufville                | deutscher Bankier und Besitzer der Degussa                                                         | 86    |       |
| 30. Dezember | John T. Bowen                              | US-amerikanischer Mediziner, Professor für Dermatologie                                            | 83    |       |
| 30. Dezember | Georges Chedanne                           | französischer Architekt                                                                            | 79    |       |
| 30. Dezember | Gjergj Fishta                              | albanischer Franziskanerpater, Dichter und Übersetzer                                              | 69    |       |
| 30. Dezember | Martha Hachmann-Zipser                     | deutsche Schauspielerin                                                                            | 76    |       |
| 30. Dezember | Max Halberstadt                            | deutscher Fotograf                                                                                 | 58    |       |
| 30. Dezember | Paul Poser                                 | deutscher Architekt                                                                                | 64    |       |
| 30. Dezember | Walter Kurt Wiemken                        | Schweizer Maler                                                                                    | 33    |       |
| 30. Dezember | Ernst Wolff-Malm                           | deutscher Maler und Grafiker                                                                       | 55    |       |
| 31. Dezember | Jacques-Arsène d’Arsonval                  | französischer Arzt und Physiker                                                                    | 89    |       |
|              | Theodor Makridi                            | Museumskurator                                                                                     |       |       |
|              | Seeiso Griffith                            | lesothischer Chief, Oberhaupt der Basotho                                                          |       |       |
|              | Xhafer Ypi                                 | Ministerpräsident, Staatsoberhaupt und mehrfacher Minister Albaniens                               |       |       |